# Hylaeochampsa
Hylaeochampsa – rodzaj krokodylomorfa z rodziny Hylaeochampsidae żyjącego we wczesnej kredzie na obecnych terenach Europy. Został opisany w 1874 roku przez Richarda Owena na podstawie czaszki (BMNH R 177) wydobytą z datowanych na barrem osadów formacji Vectis na wyspie Wight. Nie odkryto żadnych innych skamieniałości, które można z pewnością przypisać do tego taksonu, choć mogą do niego należeć niektóre zęby odnalezione w pobliżu lokalizacji typowej. Z rodzajem Hylaeochampsa często synonimizowany był Heterosuchus, jednak jedynymi znanymi skamieniałościami należącymi do tego rodzaju są kręgi, więc potencjalna synonimiczność nie może być w pełni potwierdzona. Hylaeochampsa miała krótką i szeroką czaszkę, z prawdopodobnie wąskim i krótkim pyskiem, podniebieniem charakterystycznym dla przedstawicieli Eusuchia oraz dużymi zębami z przodu szczęk, nadającymi się do miażdżenia. Hylaeochampsa stanowi rodzaj typowy rodziny Hylaeochampsidae, obejmującej również Iharkutosuchus oraz być może Heterosuchus. Hylaeochampsa jest najwcześniejszym znanym przedstawicielem grupy Eusuchia.